# Сурва

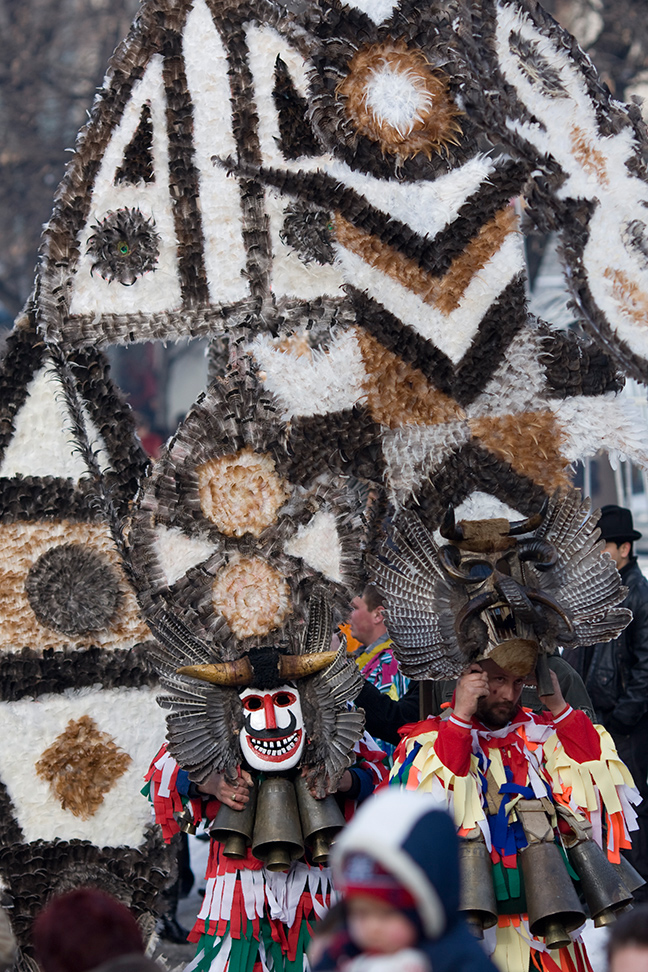
Фестиваль «Сурва» 2010 року

Сурва, Сурвакі — Новий рік у болгар. Ще називається Василів день – через те, що 1 січня припадає на день Святого Василя.

## Святкування
Напередодні свята люди йдуть до лісу - по гілочки деренового дерева. Дуже важливо знайти на них живі бруньки. Вони, за повір'ям, приносять здоров'я та добробут. Їх зрізають для обряду “сурваканія”. 
У надвечір'я Нового року сім'я збирається за святковою вечерею. За традицією, трапеза має бути багатою, щоб багатим і щасливим був прийдешній рік. Обов'язково подають вареного півня (його так і називають – “василевим”) і холодець. Але головною прикрасою столу є баниця, в яку запікають срібну монетку, гарбузове насіння, деренові палички та т. зв. “мирзел” – зазвичай це зламаний ґудзик). Болгари вірять, що того, у кого в пирозі знайшлася монетка, впродовж цілого року буде супроводити щастя. Якщо у пирозі виявлялють паличку, що означає корову, порося, коня чи іншу свійську тварину, то весь рік “переможець” доглядає за “подарунком”, що йому дістався. А той, кому дістався «мирзел», цілий рік має добре працювати, щоб довести, що він не ледар. 
На перший день року припадає звичай “сурваканія”. Напередодні ввечері біля вогнища окурюють ладаном “сурвачки” – гілочки дерену (сливи або груші). Діти прикрашають їх смаженою кукурудзою, сушеними фруктами, зубчиками часнику, вовною, дрібними срібними монетками, а зранку обходять із ними оселі рідних і друзів. Легко плескаючи своїх близьких сурвачкою по спині, сурвакарі бажають усім здоров'я та благополуччя. Вночі сурвакарі – молоді хлопці – надягають вивернуті вовною наверх кожухи, прикрашені пташиним пір'ям маски, а до поясу прив'язують дзвіночки, які під час ходи мелодійно дзвенять. Разом із ними йдуть кукери, що зображують свійських тварин. Веселих гостей скрізь чекають. Сурвакарів і кукерів намагаються добре прийняти, щедро обдарувати.
Свято завершується вранці веселим танком на центральному майдані села. 
На Сурву обов'язково ходять на гостину до родичів. До новорічного столу приноять варену курку, коровай і вино. 

## Етимологія поняття
Деякі дослідники вважають, що це слово походить від «суров» — соковитий, зелений, живий.

## Фестиваль
Сурва - так називається фестиваль у місті Перник, що влаштовується щорічно на Масницю (одне з найяскравіших болгарських національних свят).